# 太平镇 (集贤县)
太平镇，是中华人民共和国黑龙江省双鸭山市集贤县下辖的一个乡镇级行政单位。

## 行政区划
太平镇下辖以下地区：
永发社区、太平村、太兴村、太增村、太山村、太安村、太辉村、太合村、太忠村、太恒村、太洪村、太玉村、太林村、太岩村、太阳村、太利村、太荣村和太发村。